# Associazione Calcio Cuneo 1938-1939
Questa voce raccoglie le informazioni riguardanti l'Associazione Calcio Cuneo nelle competizioni ufficiali della stagione 1938-1939.

## Rosa
| N. |                   | Ruolo | Calciatore        |
| -- | ----------------- | ----- | ----------------- |
|    | Italia (bandiera) |       | Giacomo Avico     |
|    | Italia (bandiera) |       | Giovanni Barbera  |
|    | Italia (bandiera) |       | Giovanni Bernardi |
|    | Italia (bandiera) |       | Marino Brusoni    |
|    | Italia (bandiera) |       | Anselmo Buggi     |
|    | Italia (bandiera) |       | Piero Camilla     |
|    | Italia (bandiera) |       | Riccardo Cavallo  |
|    | Italia (bandiera) |       | Guido Conter      |
|    | Italia (bandiera) |       | Giuseppe Dutto    |

| N. |                   | Ruolo | Calciatore         |
| -- | ----------------- | ----- | ------------------ |
|    | Italia (bandiera) |       | Augusto Fava       |
|    | Italia (bandiera) | D     | Luigi Gazzaniga    |
|    | Italia (bandiera) | C     | Giulio Ferrari     |
|    | Italia (bandiera) |       | Michele Mondino    |
|    | Italia (bandiera) |       | Armando Palagi     |
|    | Italia (bandiera) | A     | Riccardo Paschiero |
|    | Italia (bandiera) |       | Italo Silvestro    |
|    | Italia (bandiera) |       | Mario Tranchero    |